# 唯獨古蘭經
唯獨古蘭經（阿拉伯语：‎），簡稱唯經派，是指視《古蘭經》為唯一尊崇的信仰依據的伊斯蘭運動；唯獨古蘭經者拒絕聖訓、聖行和傳統伊斯蘭教法，這與什葉派、遜尼派、艾巴德派通常視聖訓為基本信條恰好相反。

## 教義
唯經派認為，真主在《古蘭經》中的信息是清晰完整的，無需參考外部資料即可完全理解。為了支持他們的信仰，他們引用《古蘭經》經文，如 6:38、12:111、16:89、7:185、77:50、68:37、45:6 和 6:114：
| فَبِأَيِّ حَدِيثٍ بَعْدَهُ يُؤْمِنُونَ | 除《古蘭經》外，他們要信仰什麼文辭呢？ |
| —77:50                |                                        |

| وَمَا مِن دَآبَّةٍ فِى ٱلْأَرْضِ وَلَا طَآٰئِرٍ يَطِيرُ بِجَنَاحَيْهِ إِلَّآ أُمَمٌ أَمْثَالُكُم مَّا فَرَّطْنَا فِى ٱلْكِتَاٰبِ مِن شَىْءٍ ثُمَّ إِلَىاٰ رَبِّهِمْ يُحْشَرُونَ | 在大地上行走的獸類和用兩翼飛翔的鳥類，都跟你們一樣，各有種族的——我在天經裡沒有遺漏任何事物；一切鳥獸，都要被集合在他們的主那裡。 |
| —6:38 | |

| تِلْكَ ءَايَاٰتُ ٱللَّهِ نَتْلُوهَا عَلَيْكَ بِٱلْحَقِّ فَبِأَىِّ حَدِيثٍۭ بَعْدَ ٱللَّهِ وَءَايَاٰتِهِ يُؤْمِنُونَ | 這些是真主的蹟象，我本真理而對你敘述它。在真主的訓辭和蹟象之後，你們還要信甚麼訓辭呢？ |
| —45:6                                                              |                                                                                        |

| أَفَغَيرَ اللَّهِ أَبتَغى حَكَمًا وَهُوَ الَّذى أَنزَلَ إِلَيكُمُ الكِتٰبَ مُفَصَّلًا وَالَّذينَ ءاتَينٰهُمُ الكِتٰبَ يَعلَمونَ أَنَّهُ مُنَزَّلٌ مِن رَبِّكَ بِالحَقِّ فَلا تَكونَنَّ مِنَ المُمتَرينَ | （你說）：「真主已降示你們詳明的天經，難道我還要捨真主而別求判決者嗎？」 蒙我賞賜經典的人，他們知道這是你的主降示的，包含真理的經典，故你絕不要猶豫。 |
| —6:114 | |

| لَقَدْ كَانَ فِي قَصَصِهِمْ عِبْرَةٌ لِّأُوْلِي الأَلْبَابِ مَا كَانَ حَدِيثًا يُفْتَرَى وَلَكِن تَصْدِيقَ الَّذِي بَيْنَ يَدَيْهِ وَتَفْصِيلَ كُلَّ شَيْءٍ وَهُدًى وَرَحْمَةً لِّقَوْمٍ يُؤْمِنُونَ | 在他們的故事裡，對於有理智的人們，確有一種教訓。這不是偽造的訓辭，卻是証實前經，詳解萬事，向導信士，並施以慈恩的。 |
| —12:111 | |

| وَيَوْمَ نَبْعَثُ فِي كُلِّ أُمَّةٍ شَهِيدًا عَلَيْهِم مِّنْ أَنفُسِهِمْ وَجِئْنَا بِكَ شَهِيدًا عَلَى هَؤُلاء وَنَزَّلْنَا عَلَيْكَ الْكِتَابَ تِبْيَانًا لِّكُلِّ شَيْءٍ وَهُدًى وَرَحْمَةً وَبُشْرَى لِلْمُسْلِمِينَ | 我要在每個民族中，推舉他們族中的一個見証，來反証他們，在那日，我要推舉你來反証這等人。我曾降示這部經典，闡明萬事，並作歸順者的向導、恩惠和喜訊。 |
| —16:89 | |

| أَوَلَمْ يَنظُرُواْ فِي مَلَكُوتِ السَّمَاوَاتِ وَالأَرْضِ وَمَا خَلَقَ اللّهُ مِن شَيْءٍ وَأَنْ عَسَى أَن يَكُونَ قَدِ اقْتَرَبَ أَجَلُهُمْ فَبِأَيِّ حَدِيثٍ بَعْدَهُ يُؤْمِنُونَ | 難道他們沒有觀察天地的主權和真主創造的萬物嗎？難道他們沒有想到他們的壽限或許已臨近了嗎？此外，他們將信仰甚麼言辭呢？ |
| —7:185 | |

| مَا لَكُمْ كَيْفَ تَحْكُمُونَ أَمْ لَكُمْ كِتَابٌ فِيهِ تَدْرُسُونَ | 你們有甚麼理由？你們怎麼這樣的判斷呢！難道有一本可供你們誦習的天經， |
| —68:36–37                                |                                                                      |

## 與他派相異處
| 信條       | 遜尼或什葉派 | 唯經派 |
| ---------- | --- | --- |
| 禮拜       | 遜尼派一天禮拜五次，並在禮拜時以頭直接碰地；許多什葉派人士一天禮拜三次。通常處於生理期的遜尼、什葉派婦女不作禮拜。 | 唯經派對於禮拜的方式沒有統一的見解，許多人一天內禮拜兩次，分別在清晨與黃昏，因為《古蘭經》只提到這兩次禮拜的名稱。有些人像遜尼派一天禮拜五次，另外有一些人則是一天禮拜三次；也有一些唯經派婦女在生理期仍然作禮拜。 |
| 女性伊瑪目 | 遜尼派一般認為，男女混合的場所，女性不准擔任領導者。                                                               | 唯經派認為女性可以在男女混合的場所裡擔任領導者。 |
| 演化       | 遜尼派學者如法圖拉·葛蘭反對演化論。                                                                                | 現代唯經派學者傾向演化論。 |
| 曆法       | 遜尼派遵循陰曆，並認為先前使用的陰陽曆已被廢除。伊朗等地的什叶派遵循阳历。                                         | 唯經派沒有統一的見解，部分唯經派人士仍使用陰陽曆。 |

## 組織與派別

### 阿赫勒古蘭經派
「阿赫勒古蘭經派」（The Ahle Qur'an）由阿布杜拉·查克拉拉維（Abdullah Chakralawi）創立 ，主張只遵循《古蘭經》經文的教導。他認為《古蘭經》本身就是最完美的傳統，而且也只有《古蘭經》能被人們尊崇。根據他的說法，穆罕默德只能夠領受一種啟示，那就是《古蘭經》。他指稱《古蘭經》是唯一來自阿拉真主的紀錄，是穆罕默德唯一的天啟來源，而且也大大超越了所有的聖訓。

### 伊斯蘭復興派
伊斯蘭復興派（Bazm-e-Tolu-e-Islam）是巴基斯坦的一个組織，世界各地都有追隨者。伊斯蘭復興派的運動最初由古蘭經學者帕維茲發起。他專注於《古蘭經》的教導，樂意以不同的方式詮釋之，並且不太注重聖訓。不像其他的唯獨古蘭經團體，伊斯蘭復興派並不排斥所有的聖訓；然而他們只接受那些「與古蘭經一致」及「不誣衊穆罕默德人格及其追隨者」的聖訓。伊斯蘭復興派的組織鬆散。此組織出版了書籍、小冊子以及帕維茲的講話紀錄。

### 國際聯合服從者派
國際聯合服從者（United Submitters International）由拉夏德·哈利法所創立。這個組織並不特別自稱是「穆斯林」或「伊斯蘭」，但組織成員卻只尊崇《古蘭經》。此派的口號大為流行：古蘭經、整部古蘭經、只有古蘭經。在哈利法自稱是真主的使者之後，他就被指控為伊斯蘭教的叛教者。他於1990年遭暗殺。除了提倡唯獨《古蘭經》的哲學，他們也相信《古蘭經》裡存在一種以數字19為基礎的數學結構
。

## 反對觀點
什葉派與遜尼派穆斯林，常稱唯經派穆斯林為「古蘭經人」（‎）。所有的遜尼派與什葉派穆斯林都同意聖訓是用來理解並實行伊斯蘭教的教導的。他們指出《古蘭經》告訴穆斯林要服從真主與使者（穆罕默德），這類經文不少於12節。「唯獨古蘭經」運動已經持續了大約100年。一些遜尼派的教士發佈了許多對抗唯經派穆斯林的法令。
舉例來說，《古蘭經》第二章講到禮拜朝向的改變：「我以你原來所對的方向為朝向……」此處提到禮拜的確定朝向，但在《古蘭經》他處的經文就不再提起。反對唯經派者認為真主啟示穆罕默德的信息並不限於《古蘭經》，更存在於聖訓當中。面對這樣的質疑，唯經派穆斯林說禮拜朝向指的僅僅是方向而已，上述的經文和實際的崇拜地點是沒有關聯的，穆罕默德只是獲得了正確的方向而已。

## 外部連結
- quran-islam.org 給「服從者」的網站 （英文）
- 唯獨古蘭經：正義者的明燈（页面存档备份，存于） （英文）
- 自由思想 （英文）
- 伊斯蘭（服從）（页面存档备份，存于） （英文）
- 絕對服從真主（伊斯蘭） （英文）
- 古蘭經研究小組 （英文）
- 古蘭經支持者 （英文）
- 圣传真道 （阿拉伯文）